# Istituto internazionale di agricoltura
L'Istituto internazionale di agricoltura (IIA), creato agli inizi del XX secolo per iniziativa di Vittorio Emanuele III, che aveva accolto la sollecitazione di David Lubin, fu il primo ente sul piano internazionale per la cooperazione in materia agricola. L'Italia, insieme con i delegati di 74 Stati partecipanti, sottoscrisse il 7 giugno 1905 la convenzione istitutiva.

## Storia

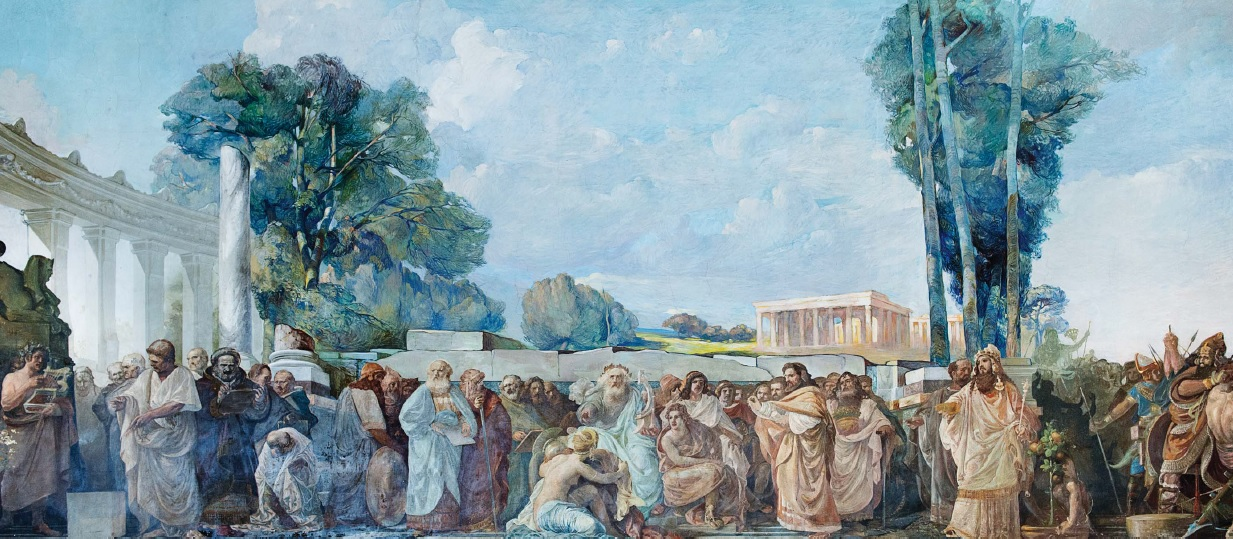
Adolfo Cozza, L'agricoltura dalle epoche barbariche fino ai tempi della Roma Imperiale (affresco presso Villa Lubin)

L'istituto cominciò a operare solo nel 1908, sotto la presidenza di Eugenio Faina, nella sede di Villa Italia dove ora ha sede il CNEL. L'IIA aveva in realtà ristretto campo d'azione poiché, a norma dell'articolo 9 della Convenzione, esso provvedeva solamente alla raccolta e alla pubblicazione di informazioni statistiche, tecniche ed economiche relative all'agricoltura e alle materie correlate. Lo stesso articolo prevedeva che le proposte elaborate fossero sempre sottoposte all'approvazione dei Governi membri. In realtà, abbastanza presto, Lubin (che era divenuto il rappresentante degli Stati Uniti presso l'IIA) fu isolato e gli italiani presero il controllo dei posti chiave (Umberto Ricci fu nominato all'Ufficio di Statistica). Nonostante questi evidenti limiti, fu un’iniziativa salutata come un grande passo avanti:
(Messaggio di Vittorio Emanuele III a Giolitti, 1905)
Particolare importanza l'Istituto ebbe nel promuovere la cooperazione statistica fra i vari paesi e la standardizzazione dei criteri di ricerca. Il momento cruciale si ebbe nel 1930 quando l'IIA elaborò il Censimento mondiale dell'agricoltura. Sotto la direzione di Leon M. Estabrook, l'IIA coordinò l'opera degli istituti di statistica di un vasto numero di paesi del mondo, raccogliendo e pubblicando dati sulla produzione agricola annuale e sul numero di aziende agricole operanti. Nonostante ciò l'IIA entrò in una fase di chiaro declino, in parte per il crescente isolamento internazionale dell'Italia (che indeboliva di riflesso l'istituzione romana) e in parte per la concorrenza della Società delle Nazioni, in particolare del suo Comitato Economico. Dal 1935 al 1943 ebbe come presidente Giacomo Acerbo.
Nel secondo dopoguerra i suoi compiti furono continuati dalla FAO, presso cui sono conservati gli archivi dell'IIA e che, anche per questo motivo, ha mantenuto la sua sede a Roma.

## I Presidenti dell'IIA
- Eugenio Faina: 1908-1910
- Raffaele Cappelli: 1910-1920
- Edoardo Pantano: 1920-1924
- Giorgio Guglielmi: 1924-1925
- Giuseppe De Michelis: 1925-1933
- Ludovico Spada-Potenziani: 1933-1935
- Giacomo Acerbo: 1935-1943
- David McKey: 1946-1948